# Lula (Slowakei)
Lula (ungarisch Lüle – bis 1907 Nagylüle) ist eine Gemeinde im Westen der Slowakei mit 162 Einwohnern (Stand 31. Dezember 2024), die zum Okres Levice, einem Teil des Nitriansky kraj, gehört.

## Geographie
Die Gemeinde befindet sich im Hügelland Hronská pahorkatina innerhalb des slowakischen Donautieflands, am kurzen Bach Luliansky potok, im Einzugsgebiet der Žitava über den Fluss Liska. Das Ortszentrum liegt auf einer Höhe von 180 m n.m. und ist 22 Kilometer von Levice entfernt.
Nachbargemeinden sind Tehla im Norden und Osten, Jesenské und Beša im Südosten, Trávnica im Süden, Žitavce im Westen und Melek im Nordwesten.

## Geschichte
Lula wurde zum ersten Mal 1226 als Lyvla schriftlich erwähnt und war Besitz des örtlichen Landadels, im Jahr 1327 der örtlichen Kirche. Ab 1386 lag das Dorf in der Herrschaft der Burg Gýmeš, die hier eine Mautstelle betrieb. 1618 wurde der Ort von den Türken erobert und 1663 verwüstet. 1536 gab es vier Porta, 1828 zählte man 35 Häuser und 221 Einwohner, die als Landwirte beschäftigt waren.
Bis 1918 gehörte der im Komitat Bars liegende Ort zum Königreich Ungarn und kam danach zur Tschechoslowakei beziehungsweise heute Slowakei. Auf Grund des Ersten Wiener Schiedsspruchs lag er 1938–1945 noch einmal in Ungarn.

## Bevölkerung
| Jahr                | 1994 | 2004     | 2014     | 2024    |
| ------------------- | ---- | -------- | -------- | ------- |
| Anzahl der Personen | 223  | 199      | 177      | 162     |
| Unterschied         |      | −10,76 % | −11,05 % | −8,47 % |

| Jahr                | 2023 | 2024 |
| ------------------- | ---- | ---- |
| Anzahl der Personen | 162  | 162  |
| Unterschied         |      | +0 % |

Nach der Volkszählung 2011 wohnten in Lula 182 Einwohner, davon 171 Slowaken und 10 Magyaren. Ein Einwohner machte keine Angabe zur Ethnie.
168 Einwohner bekannten sich zur römisch-katholischen Kirche, fünf Einwohner zur reformierten Kirche sowie jeweils ein Einwohner zu den Zeugen Jehovas, zur altkatholischen Kirche und zur Evangelischen Kirche A. B. Bei sechs Einwohnern wurde die Konfession nicht ermittelt.

## Bauwerke
- Kapelle Jungfrau Maria im Renaissancestil im Friedhof, im 18. und 19. Jahrhundert umgebaut
- Landsitz im klassizistischen Stil aus dem frühen 19. Jahrhundert
- Landsitz im neoklassizistischen Stil aus dem späten 19. Jahrhundert